# Кінцева група

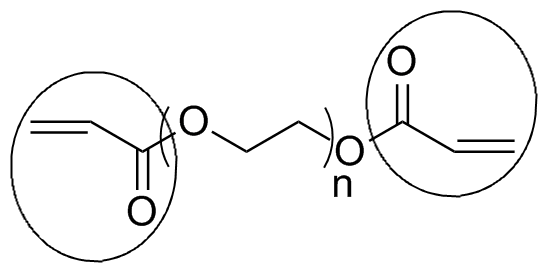
Приклад кінцевої групи полі(етиленгліколю) діакрилату з обведеними кінцевими групами.

Кінцева група — у хімії полімерів — структурна ланка, яка є кінцем макромолекули чи молекули олігомера і сполучена лише з однією структурною ланкою(IUPAC).

## Загальна характеристика
Кінцеві групи є важливим аспектом синтезу та характеристики полімеру. У синтезі полімерів, таких як конденсаційна полімеризація та  вільнорадикальні типи полімеризації, кінцеві групи зазвичай використовуються і можуть бути проаналізовані, наприклад, за допомогою ядерно-магнітного резонансу (ЯМР) для визначення середньої довжини полімеру. Іншими методами характеристики полімерів, де використовуються кінцеві групи, є мас-спектрометрія та вібраційна спектрометрія, як  інфрачервона та  Раман спектрометрія. Ці групи не тільки важливі для аналізу полімеру, але вони також корисні для прищеплення до та з полімерної ланцюга для створення нового кополімеру. Одним з прикладів кінцевої групи є полімерний полі (етиленгліколь) діакрилат, де кінцеві групи обведені.
Кінцеві групи видно на всіх полімерах, і функціональність цих кінцевих груп може бути важливою при визначенні застосування полімерів. Кожен тип полімеризації (вільні радикали, конденсація тощо) має кінцеві групи, які є типовими для полімеризації, і їх знання може допомогти визначити тип методу полімеризації, що використовується для утворення полімеру.

## Аналіз кінцевих груп
- 1. У біохімії — визначення кінцевих залишків нуклеїнових кислот у білках.
- 2. У хімії полімерів — визначення природи кінцевих груп у макромолекулах. Широко використовується в дослідженні механізмів ініціювання та обриву ланцюгів при радикальноланцюговій полімеризації.